# DCOP
 (février 2023).
DCOP (Desktop COmmunication Protocol), est une technologie informatique de communication entre les processus et les composants logiciels d'un système. Sa principale utilisation est de permettre aux différentes applications d'interagir et de partager des tâches complexes. DCOP est essentiellement un système de « contrôle à distance », qui peut faire profiter une application ou un script de l'aide des autres applications. Il est construit au-dessus du protocole d'échanges interclients de X.
L'utilisation de DCOP fournit de nouvelles possibilités sans devoir réécrire entièrement de nouveaux logiciels. Les applications et bibliothèques de KDE 3 utilisent largement DCOP, et la plupart de ces applications peuvent être contrôlées par des scripts via DCOP.
Dans les versions récentes[Quand ?] de KDE 3, toutes les applications fournissent un support minimal de DCOP, même si le développeur n'a pas explicitement codé ce support dans l'application. Par exemple, toutes les applications peuvent recevoir une instruction quit.
Une application en ligne de commande nommée « dcop » peut être utilisée pour communiquer avec les applications depuis un Shell. « kdcop » est l'équivalent graphique qui permet d'explorer l'interface de l'application.

## Le modèle de DCOP
Le modèle de DCOP est simple. Chaque application utilisant DCOP est un client; ils communiquent entre eux grâce à un serveur DCOP, qui fonctionne comme un routeur, envoyant les messages à la bonne destination.
Deux types d'actions sont possibles : « appeler », qui attend des données en retour, et « envoie et oublie », qui est non bloquante.
D-Bus, un système similaire à DCOP et standardisé par freedesktop.org, a été fortement influencé par celui-ci et l'a remplacé dans KDE 4.

## Exemple
Par exemple, le bureau de KDE 3 fournit un moyen de changer le fond d'écran à différents intervalles. En fait, il ne fournit pas directement une interface pour passer au fond d'écran suivant si le précédent ne vous plaît pas, ni de supprimer ceux que vous n'aimez pas.
Ces fonctionnalités peuvent être ajoutées en très peu de temps, en utilisant dcop. La commande:
```
 dcop kdesktop KBackgroundIface changeWallpaper
```

passe au bureau suivant, et celle-ci :
```
 dcop kdesktop KBackgroundIface currentWallpaper 1
```

récupère le nom du fond d'écran sur le bureau 1. (KDE, comme la plupart des environnements de bureau, permet d'avoir des bureaux virtuels). En combinant les deux dans un court script shell, vous pouvez passer à l'image suivante et supprimer la précédente ainsi :
```
 OLDWALLPAPER=`dcop kdesktop KBackgroundIface currentWallpaper 1`
 dcop kdesktop KBackgroundIface changeWallpaper
 rm "$OLDWALLPAPER"
```

DCOP rend possible l'ajout de nouvelles fonctionnalités très simplement.
Le logiciel Kommander permet la création d'application graphique grâce à DCOP.
- (en) Cet article est partiellement ou en totalité issu de l’article de Wikipédia en anglais intitulé « DCOP » (voir la liste des auteurs).